# Ян Лютек із Бжезя
Ян Лютек із Бжезя чи Ян Люткович із Бжезя гербу Долива (нар бл. 1405, Бжезе — пом 24 травня 1471, Краків) — польський римо-католицький і державний діяч, дипломат; єпископ куявсько-поморський (1463—1464), краківський (1464—1471), секретар королівський (1430—1455), підканцлер коронний (1455—1464).

## Життєпис
Народився Ян близько 1405 року у Бжезе, в сім'ї Лютека з Бжезя гербу Долива, каліського земського судді та його дружини Дороти.
Навчався з 1420 року на факультетах мистецтв і права у Краківській академії.

### Політична кар'єра
Протягом 1429—1430 років Ян Люткович був секретарем князя Вітовта у Вільні. Виконував функції посла до Владислава II Ягайла, Сигізмунда Люксембурзького та великого магістра Тевтонського ордену Пауля фон Русдорфа. Він перешкоджав Вітовту прийняти королівську корону з рук імператора Сигізмунда.
Після смерті Вітовта 1430 року став секретарем королівським у Владислава II Ягайла, пробув на цій посаді до 1455 року. 1431 року брав участь у посольстві до нового великого князя литовського Свидригайла.
Двічі (1454 і 1455) був послом рейхстагу в Регенсбурзі, присвячених антитурецькому хрестовому походу, де відстоював права Польщі на Пруссію. Визнаючи заслуги Яна Лютковича, король Казимир IV Ягеллончик призначив його на посаду підканцлера коронного (1455—1464).
Як новопризначений підканцлер брав участь у битвах тринадцятилітньої війни, зокрема в облозі Мальборка. 1460 року в Битомі уклав він від імені короля союз із чеським королем Їржі з Подєбрад. Був гарантом Торунського миру 1466 року.

### Церковна кар'єра
Ян Люткович займав ряд церковних посад: був каноніком краківським (1431—1464), познанським (1433—1464) і ґнєзненським (1434—1458), архідияконом ґнєзненським (1454—1464), кантором ленчицьким (1438—1458), схоластиком влоцлавським (1455—1462).
1434 року був послом короля Владислава Варненчика на Флорентійський собор, де він брав участь у гострій суперечці з представниками Тевтонського ордену. 1436 і 1438 року двічі був у посольствах до Ватикану у справах затвердження архієпископом Ґнєзненським Вінцентія Кота і єпископом познанським Анджея Бнінського. Протягом 1450—1451 років у Римі отримав ступінь доктора права, був аудитором і капеланом папи Миколая V. Будучи близьким до папи, обороняв інтереси Польщі, особливо прав на Пруссію. Був жорстким опонентом консиляризму, виступав проти антипапи Фелікса V.
1457 року Ян Лютек був обраний групою каноніків вармінських під тиском короля єпископом вармінським, проте не отримав провізії папи на це єпископство. 1460 року був обраний краківською капітулою краківським єпископом, проте не отримав схвалення короля та зрікся того вибору на користь протегованого останнім Яна Ґрущинського. 6 червня 1463 року був затверджений єпископом куявсько-поморським; був висвячений 7 листопада 1463 року. Проте вже 19 жовтня 1464 року був обраний краківським єпископом; 26 травня 1465 року отримав інгрес у краківській дієцезії.
Проводив хрещення королівських дітей: Ельжбети (1465), Сигізмунда (1467), Фридерика (1468).
1466 року видав розпорядження про дохід з набуття спадщини після померлого. Цей статут набув чинності в XVI столітті для Ґнєзненського воєводства, а в Познані він діяв до XX століття. 1469 року в Пьотркуві він прийняв омаж від великого магістра Тевтонського Ордену Генріха фон Плауена.
Помер Ян Лютек 24 травня 1471 від апоплексичного удару під час засідання коронної ради. Похований у Вавельському соборі Кракова.